# Cole Reinhardt
Cole Reinhardt (* 1. Februar 2000 in Calgary, Alberta) ist ein kanadischer Eishockeyspieler, der seit April 2021 bei den Ottawa Senators aus der National Hockey League (NHL) unter Vertrag steht und bereits seit Januar 2021 für deren Farmteam, die Belleville Senators, in der American Hockey League (AHL) auf der Position des linken Flügelstürmers spielt.

## Karriere
Reinhardt begann seine Karriere in der Saison 2013/14 bei den Airdrie Xtreme in der Alberta Major Bantam Hockey League. In der darauffolgenden Saison wechselte er innerhalb derselben Liga zur AC Avalanche. In der Saison 2015/15 kam er neben den Avalanche auch für drei Spiele in der Alberta Elite Hockey League für die UFA Bisons zum Einsatz. Ab der Saison 2016/17 lief er für vier Spielzeiten in der Western Hockey League (WHL) bei den Brandon Wheat Kings auf. Im NHL Entry Draft 2020 wurde Reinhardt in der sechsten Runde an der 181. Position von den Ottawa Senators aus der National Hockey League (NHL) ausgewählt.
Bevor der Stürmer jedoch sein NHL-Debüt gab, wurde er von den Senators zu deren Farmteam, den Belleville Senators, in die American Hockey League (AHL) abgegeben. Sein NHL-Debüt gab er am 7. April 2022 beim Spiel gegen die Nashville Predators, bei dem er zwar keine Punkte, aber eine zweiminütige Strafe verbuchte. 

## Karrierestatistik
Stand: Ende der Saison 2024/25
(Legende zur Spielerstatistik: Sp oder GP = absolvierte Spiele; T oder G = erzielte Tore; V oder A = erzielte Assists; Pkt oder Pts = erzielte Scorerpunkte; SM oder PIM = erhaltene Strafminuten; +/− = Plus/Minus-Bilanz; PP = erzielte Überzahltore; SH = erzielte Unterzahltore; GW = erzielte Siegtore; 1 Play-downs/Relegation; Kursiv: Statistik nicht vollständig)